# 1532

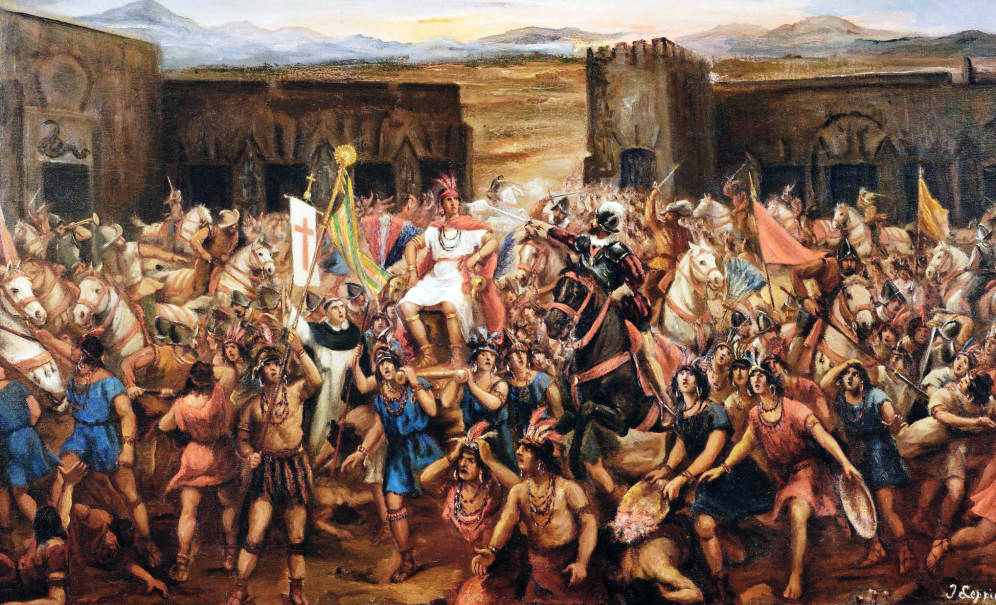
Atahualpa gevangen genomen

Het jaar 1532 is het 32e jaar in de 16e eeuw volgens de christelijke jaartelling.

## Gebeurtenissen
januari
- 22 - Martim Afonso de Sousa sticht São Vicente, de eerste permanente Portugese vestiging in Brazilië.
- januari - Nuño de Guzmán sticht de stad Guadalajara.

maart
- 18 - Het Engelse parlement verbiedt financiële afdrachten van de Engelse kerk aan de wereldkerk in Rome.

april
- april - Atahualpa boekt een beslissende overwinning op zijn broer Huáscar en wordt de heerser van het gehele Incarijk. Einde van de Oorlog van de Twee Broers.

mei
- 13 - De Conquistador Francisco Pizarro landt op de noordkust van het huidige Peru en begint aan de verovering van het Incarijk.
- 16 - Thomas More neemt ontslag als lord chancellor van Engeland omdat hij de eis tot echtscheiding van koning Hendrik VIII niet kan steunen.

juni
- 25 - De legers van sultan Süleyman I vallen Hongarije binnen.

juli
- 1 - Christiaan II geeft zijn pogingen op om het koningschap van Denemarken terug te claimen en wordt gevangen gezet.
- begin juli - De Haarlemse schilder Maarten van Heemskerck arriveert in Rome om er de Italiaanse renaissance te bestuderen.
- 27 - Op de Rijksdag van Regensburg wordt de Constitutio Criminalis Carolina geratificeerd. Dit voor zijn tijd revolutionaire strafwetboek stelt hoge eisen aan het strafproces en met name aan de bewijsvoering.

augustus
- 13 - Het hertogdom Bretagne wordt ingelijfd bij het Franse kroonbezit

september
- september keizer Karel V weet de Turken uit Hongarije te verdrijven.

oktober
- 31 - Het Reguliersklooster in Amsterdam wordt door brand verwoest.

november
- 2 - Allerheiligenvloed: Delen van Zeeland verdrinken, onder meer Noord-Beveland gaat volledig verloren, maar ook de rest van het huidige Nederland en Noord-Duitsland leiden grote schade.
- 16 - Francisco Pizarro ontmoet Atahualpa in de stad Cajamarca. Hij valt de Inca's aan en neemt Atahualpa gevangen.

december
- 4 - Door brand in de kapel van Lodewijk van Savoye, waar de lijkwade van Turijn wordt bewaard, raakt de lijkwade beschadigd, door gesmolten zilver van de kist en (mogelijk) door bluswater. De lijkwade wordt door zusters hersteld.

zonder datum
- Hernán Cortés onderneemt een expeditie naar Neder-Californië.
- Het hertogdom Pommeren wordt verdeeld in Pommeren-Stettin onder Barnim IX en Pommeren-Wolgast onder Filips I
- De bouw van de dwangburcht Vredenburg in Utrecht wordt voltooid.
- Keizer Karel V stelt de doodstraf in voor sodomie.

## Beeldende kunst

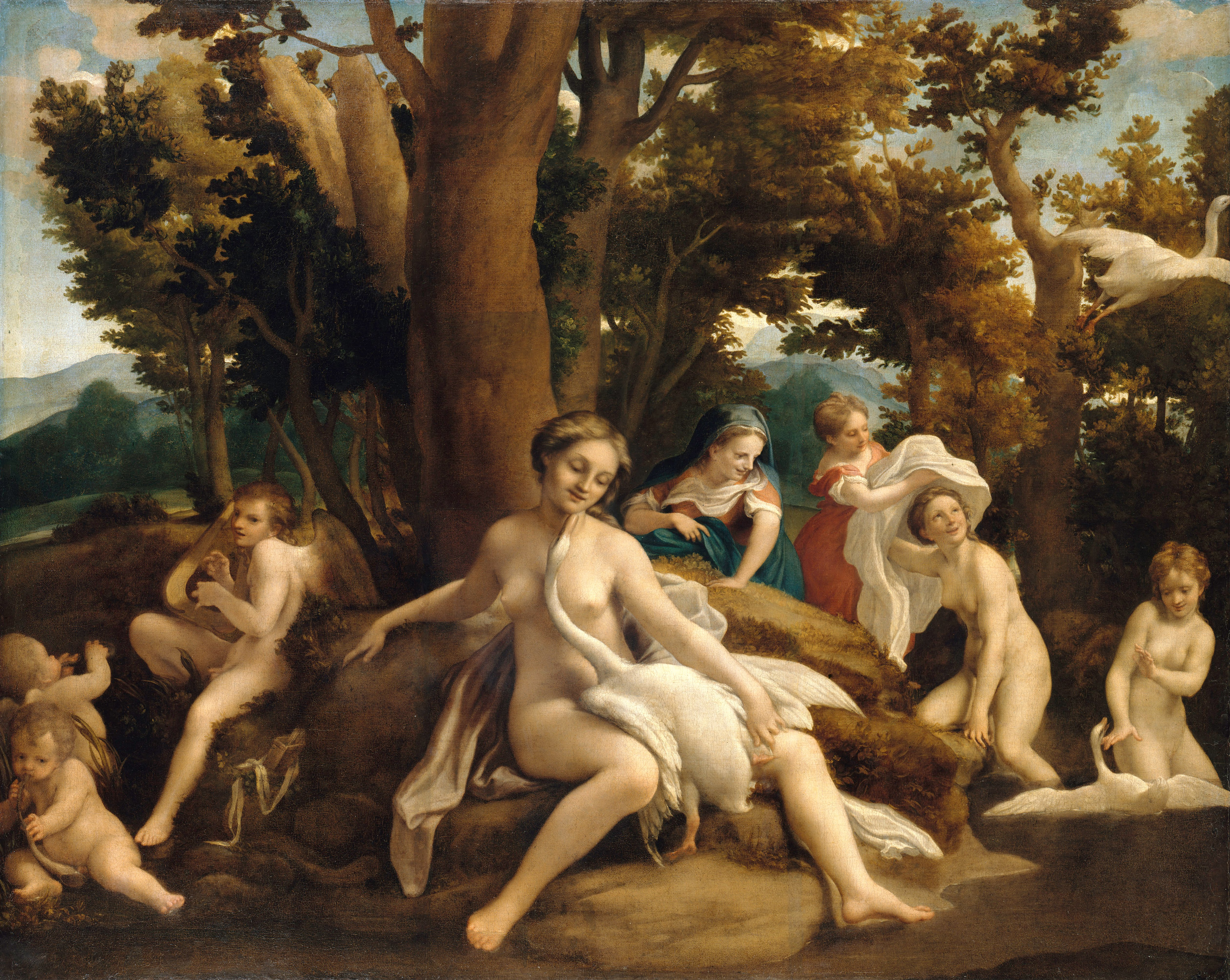
Correggio: Leda en de zwaan
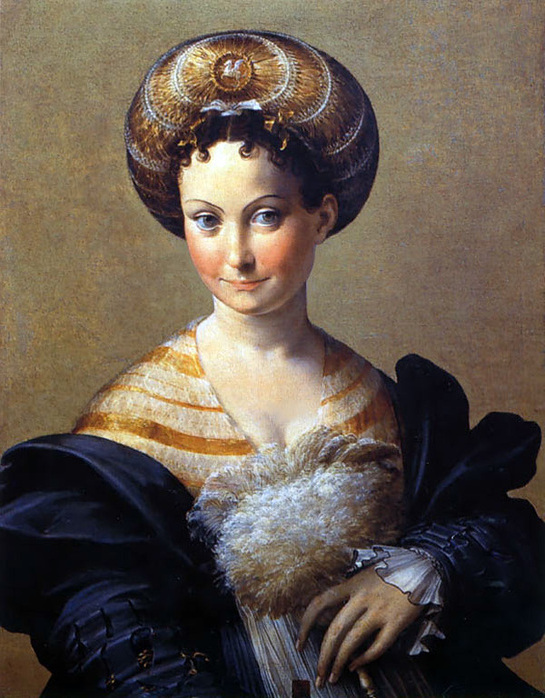
Parmigianino: De Turkse slavin
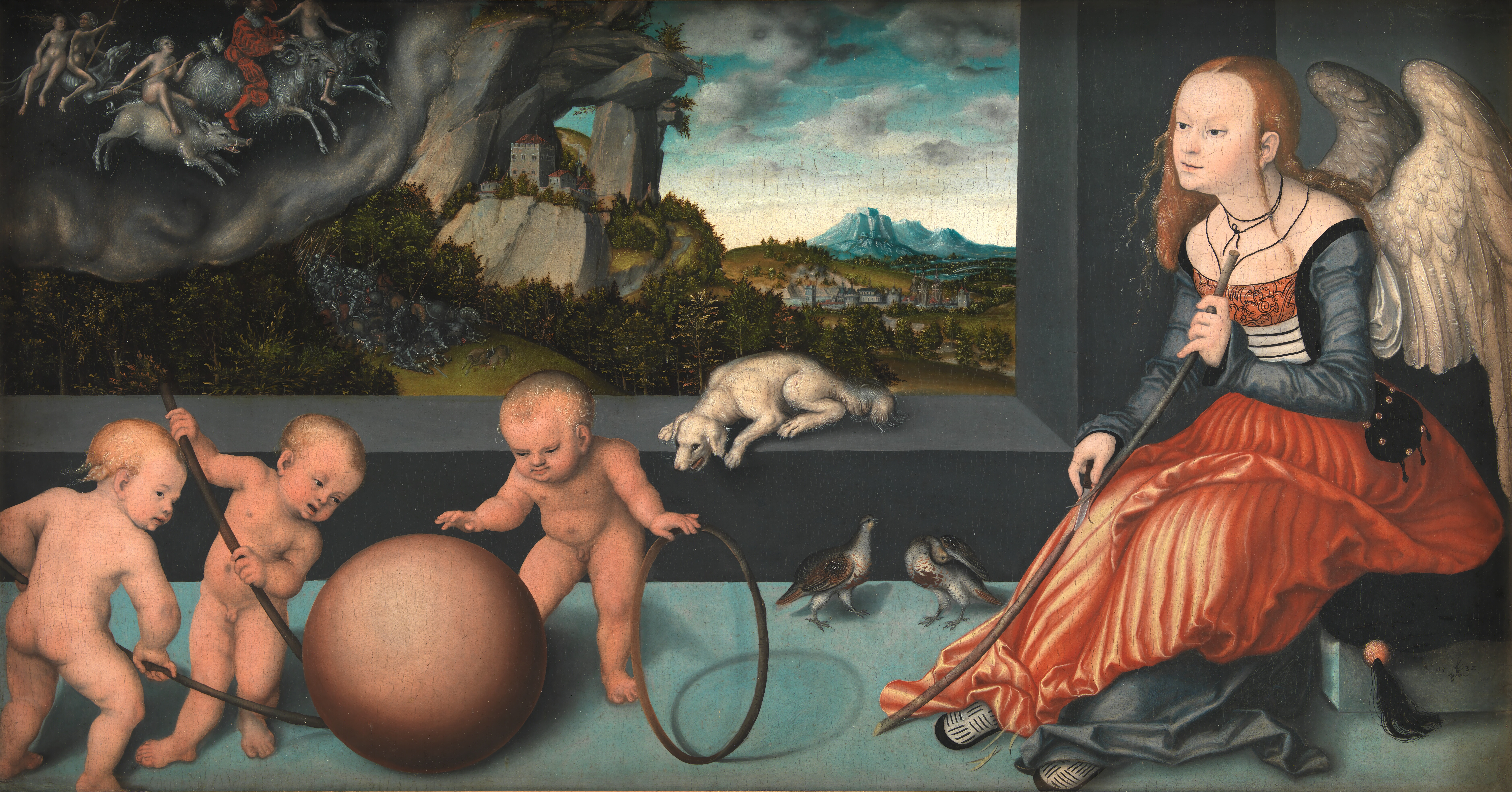
Lucas Cranach de Oudere: Melancholia
Hans Holbein de Jongere: Portret van Georg Gisze
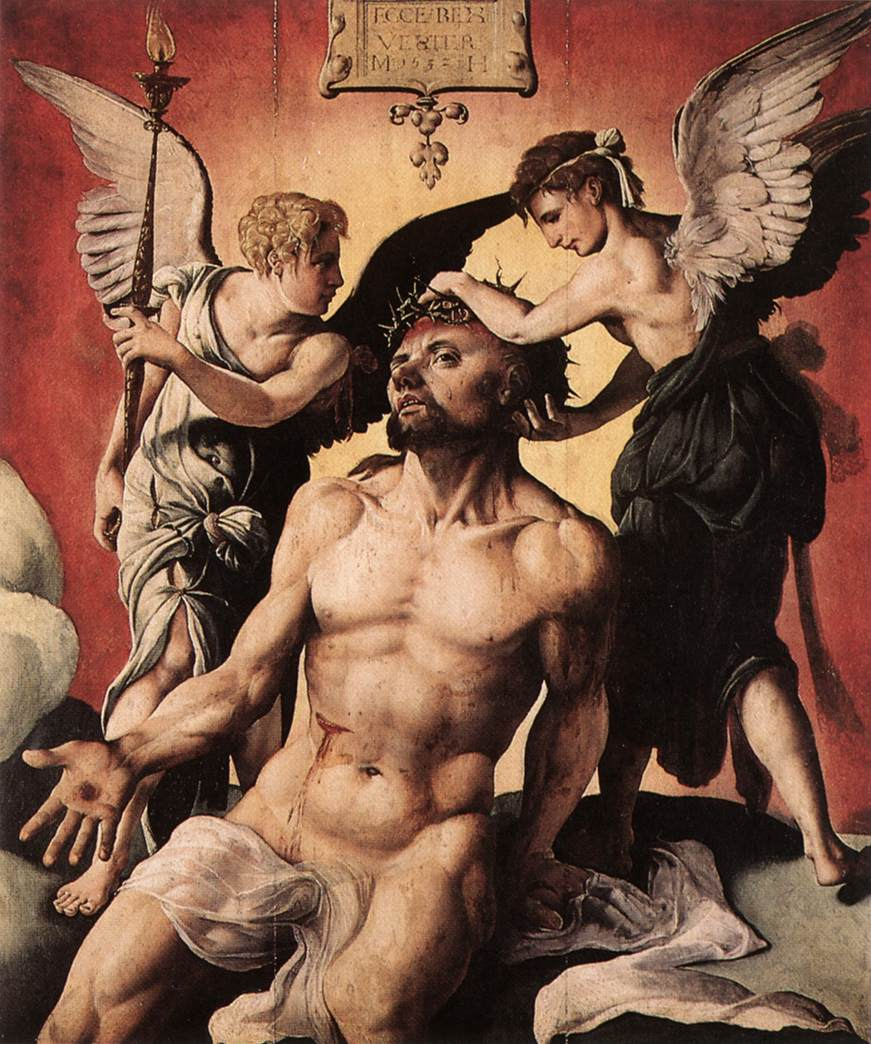
Maarten van Heemskerck: Man van zorgen

## Opvolging
- Bragança - Jacobus I opgevolgd door zijn zoon Theodosius I
- Montenegro - Pavle opgevolgd door Vasilije I
- Münster en Osnabrück - Erik van Brunswijk-Grubenhagen opgevolgd door Frans van Waldeck
- Napels (onderkoning) - Pompeo Colonna opgevolgd door Pedro Álvarez de Toledo
- Opole-Ratibor - Jan II opgevolgd door George van Brandenburg-Ansbach
- Paderborn - Erik van Brunswijk-Grubenhagen opgevolgd door Herman van Wied
- Palts-Zweibrücken - Lodewijk II opgevolgd door zijn zoon Wolfgang onder regentschap van diens oom Ruprecht van Palts-Veldenz
- keurvorstendom Saksen - Johan de Standvastige opgevolgd door zijn zoon Johan Frederik I

## Afbeeldingen

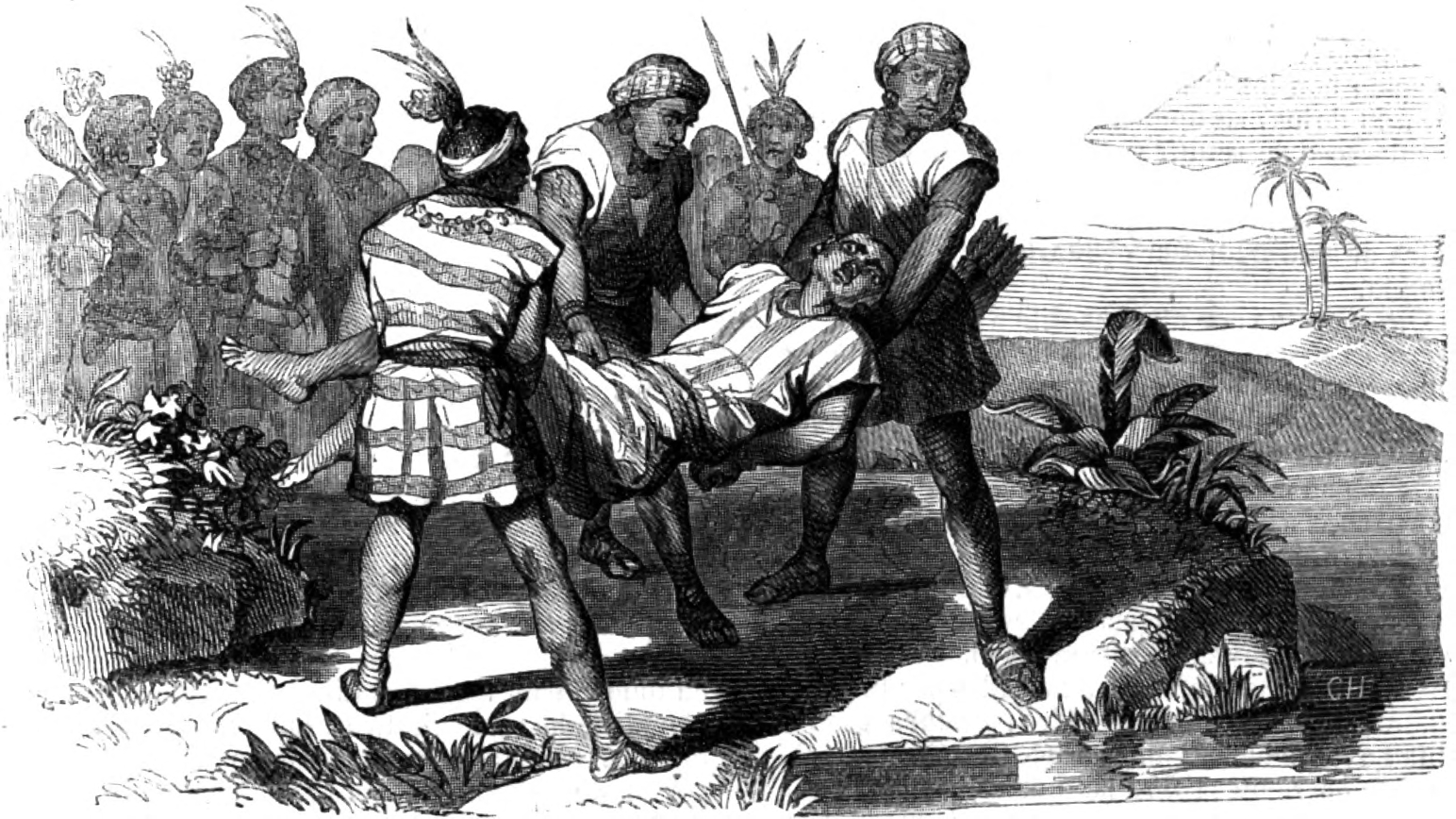
De dood van Huáscar
Christiaan II van Denemarken in gevangenschap
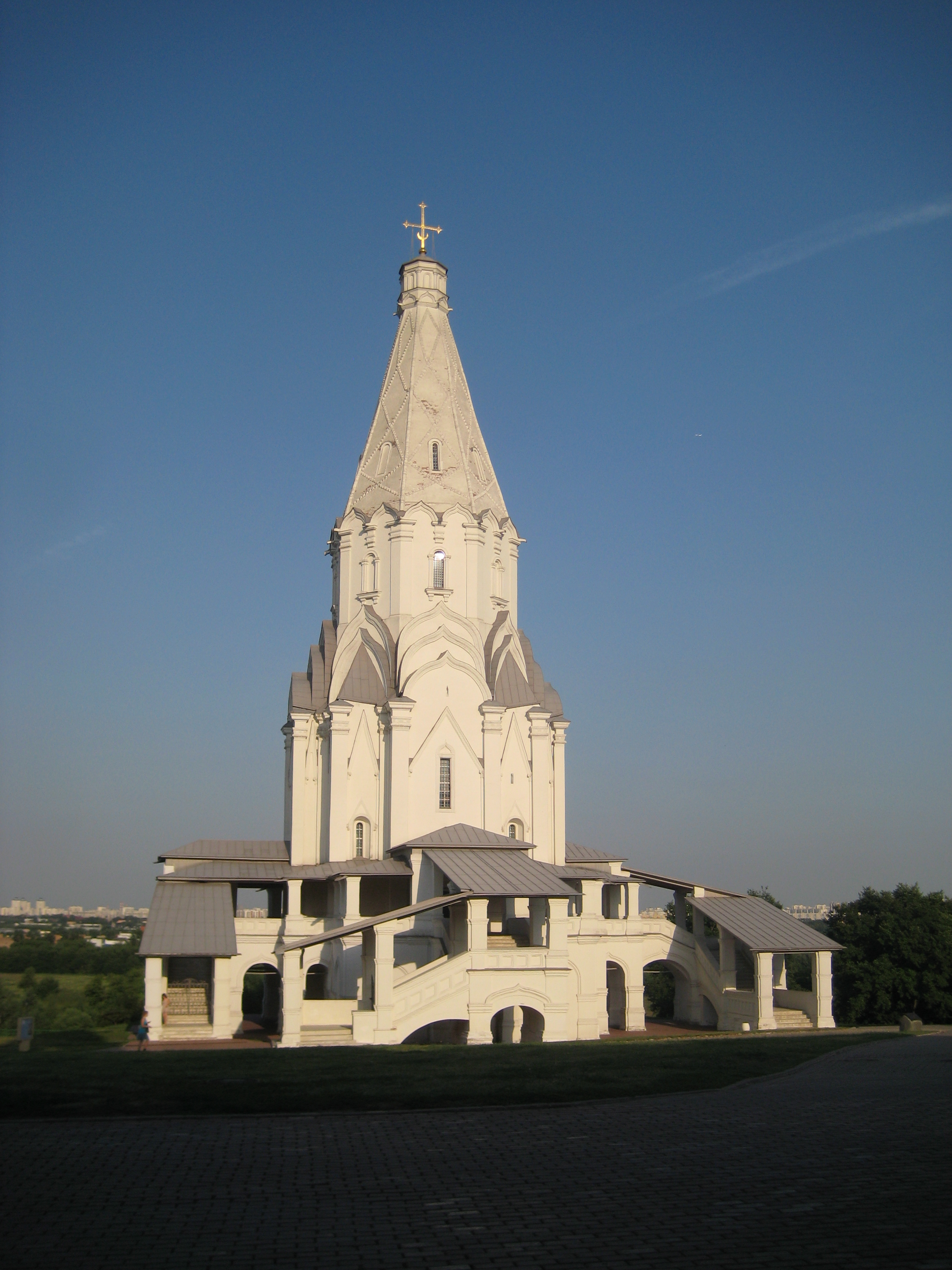
Hemelvaartskerk, Kolomenskoje (gebouwd 1532)
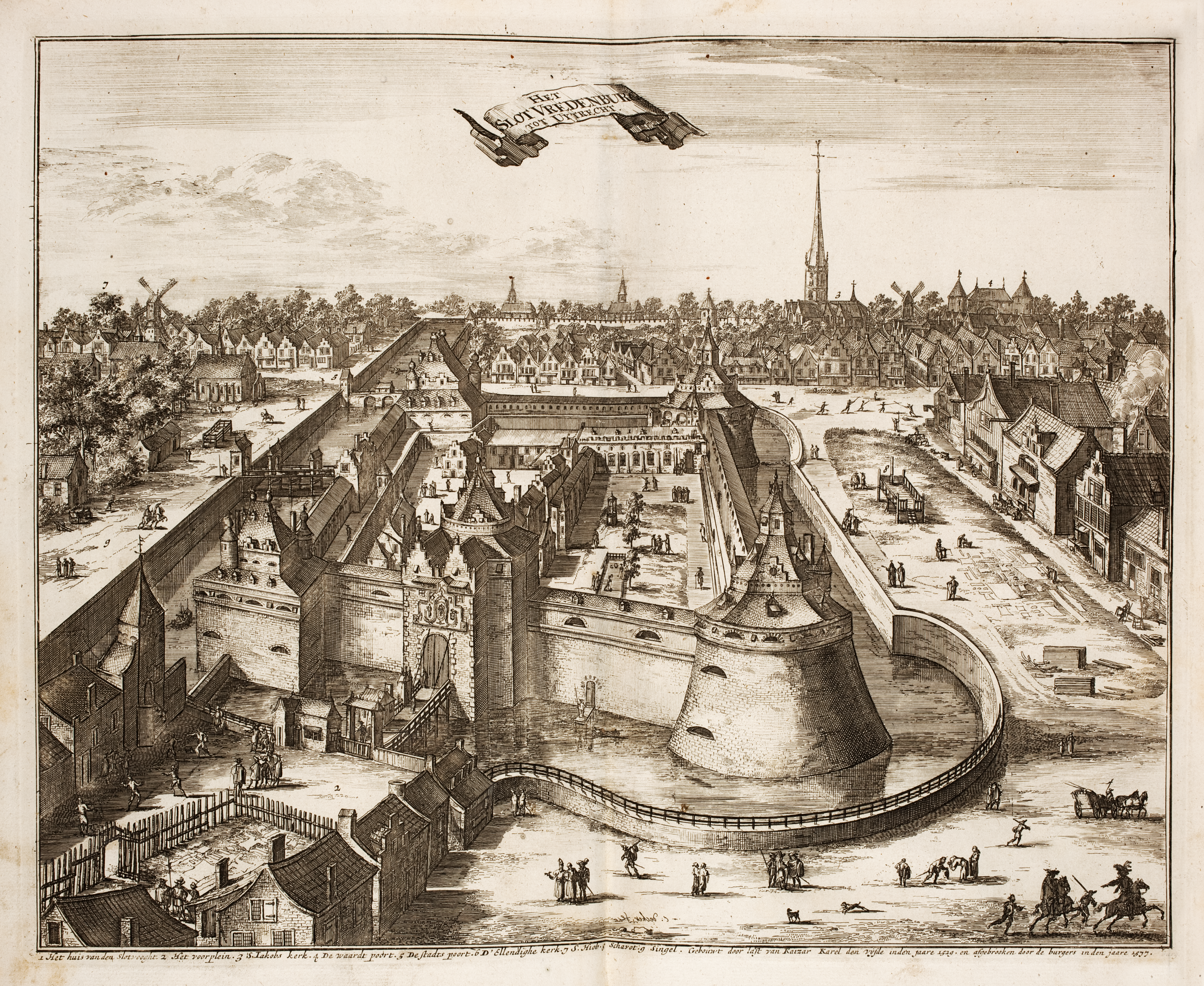
Kasteel Vredenburg
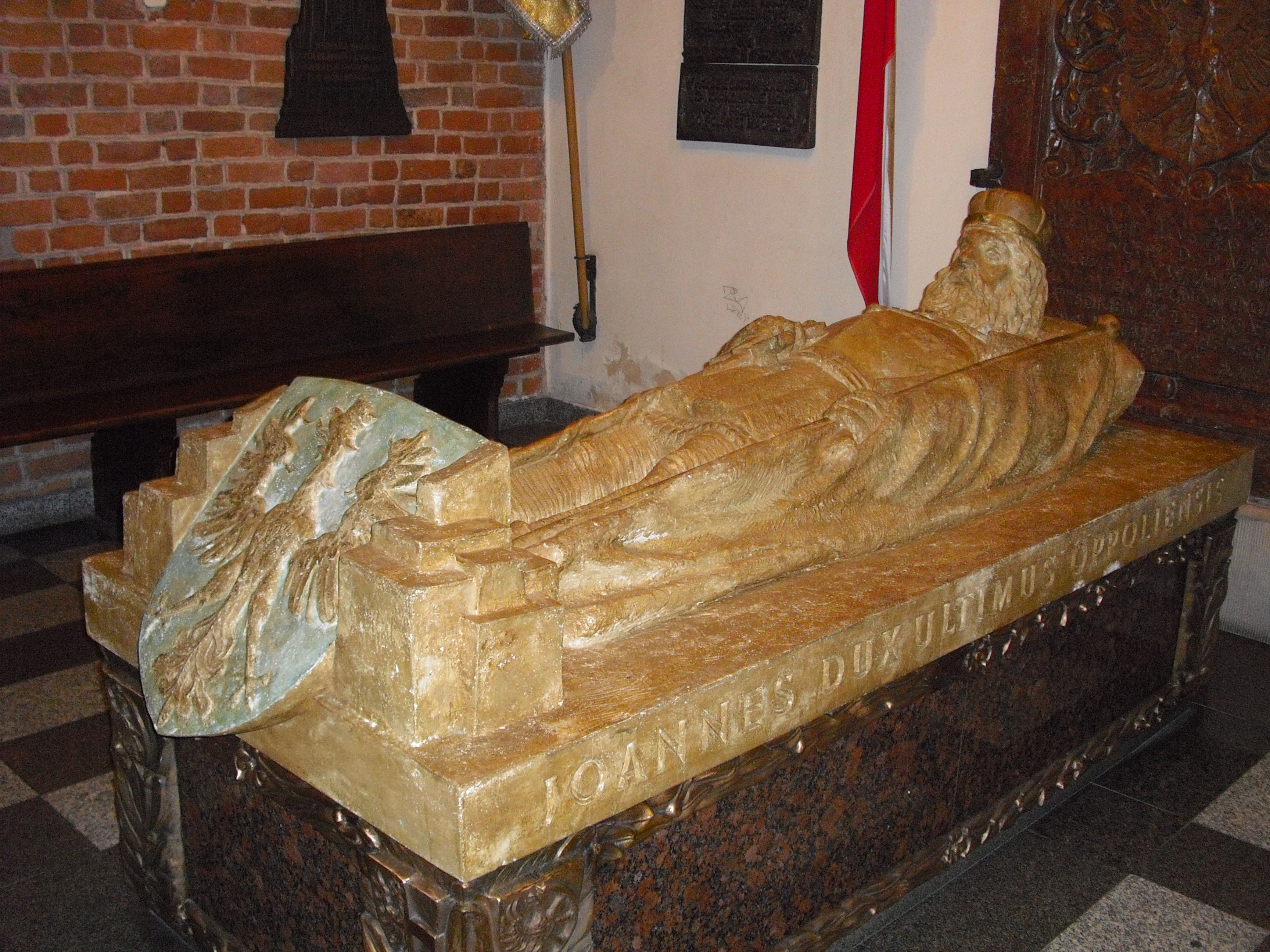
sarcofaag van Jan II van Opole
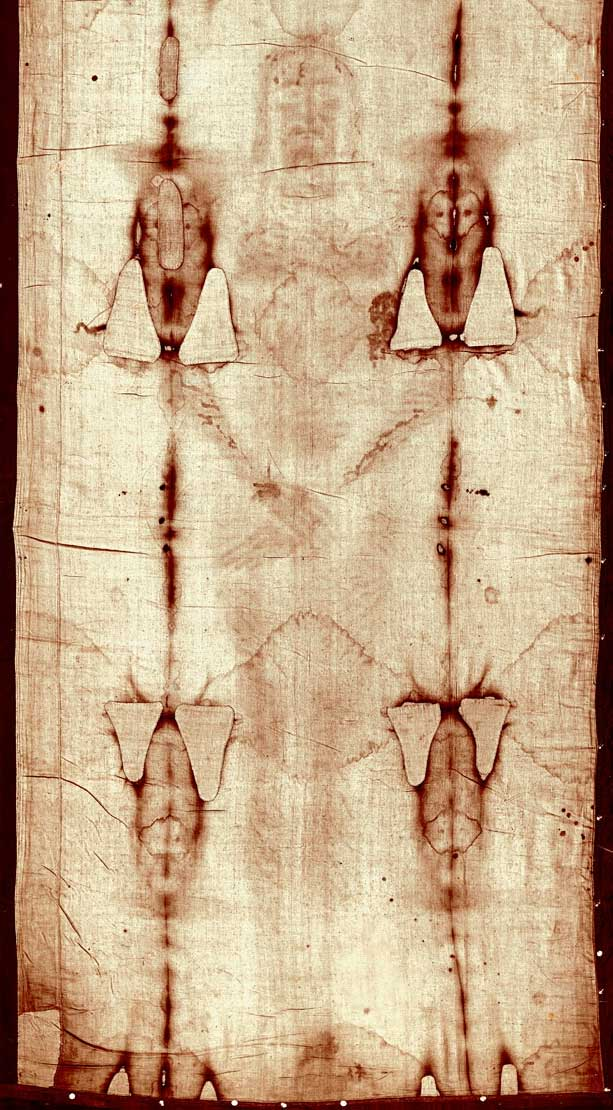
Lijkwade van Turijn
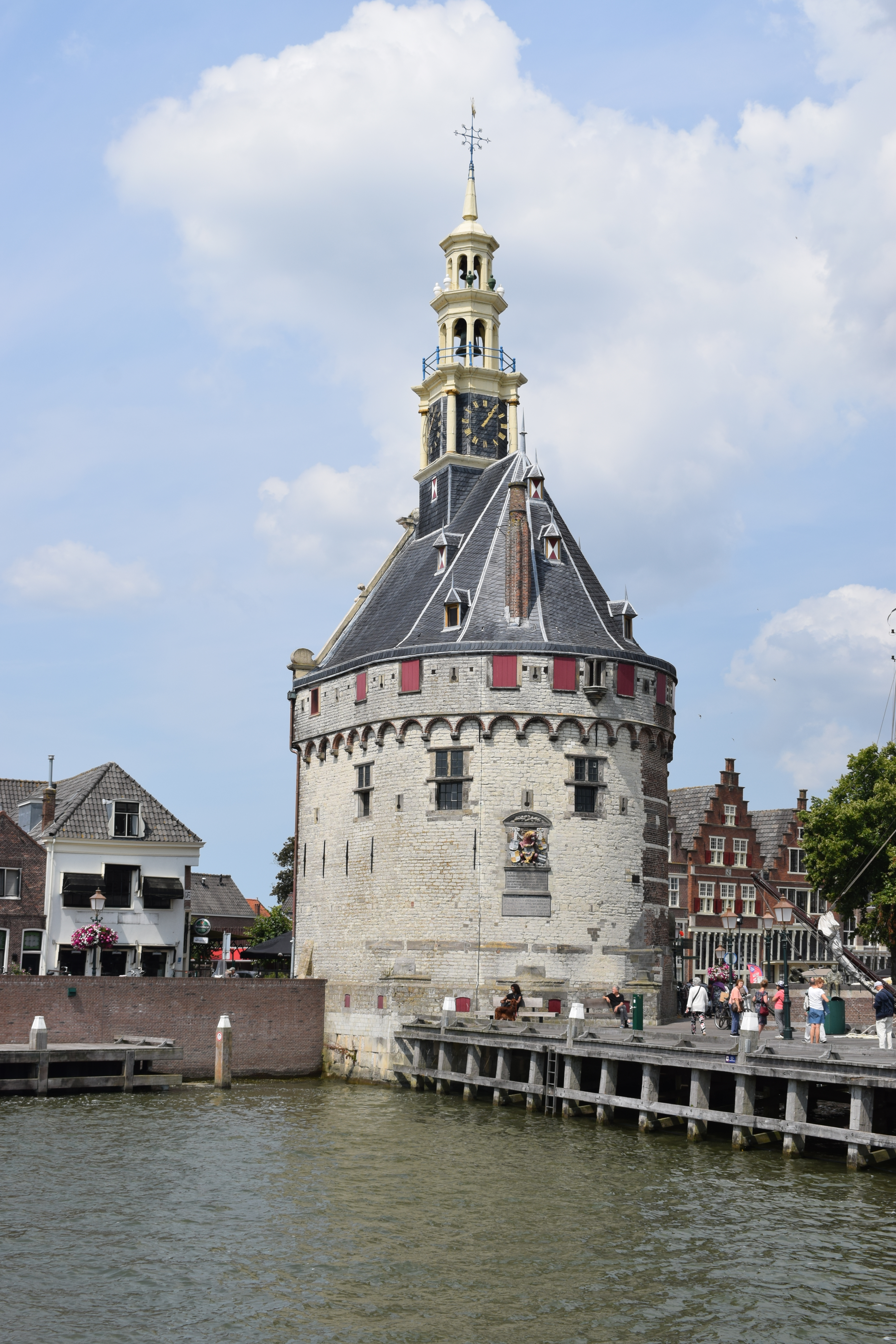
Hoofdtoren, Hoorn (opgetrokken 1532)

## Geboren
- 9 februari - Hendrik I van Brunswijk-Lüneburg (63), Duits edelman
- 19 februari - Jean-Antoine de Baïf, Frans dichter
- 2 maart - Reinier I van Renesse van Elderen, Zuid-Nederlands edelman
- 10 april - Jacques Patin, Frans kunstschilder en graveur
- 13/16 juni - Franciscus Costerus, Zuid-Nederlands priester
- 24 juni - Robert Dudley, Engels staatsman
- 24 juni - Edzard II, graaf van Oost-Friesland
- 24 juni - Willem IV van Hessen-Kassel, Duits edelman
- 1 juli - Marino Grimani, Venetiaans staatsman
- 14 augustus - Magdalena van Oostenrijk, Oostenrijks prinses en abdis
- 12 november - Aegidius van Viterbo, Italiaans theoloog en kardinaal
- 22 november - Anna van Denemarken, Deens prinses, echtgenote van August van Saksen
- 20 december - Johan Günther I van Schwarzburg-Sondershausen, Duits edelman
- William Allen, Engels kardinaal
- Adriaan van Blijenburg, Nederlands politicus
- Jan Breydel, Zuid-Nederlands politicus
- Innocenzo Ciocchi del Monte, Italiaans kardinaal
- Diederik Jansz Graeff, Nederlands koopman en politicus
- John Hawkins, Engels zeevaarder
- Étienne Jodelle, Frans toneelschrijver
- Pieter Claeissins de Jonge, Zuid-Nederlands kunstschilder
- Orlando di Lasso, Zuid-Nederlands componist
- Guido Laurinus, Zuid-Nederlands jurist
- Jan IV van Montfoort, Noord-Nederlands edelman
- Thomas Norton, Engels jurist
- Valentijn van Orley (~66), Zuid-Nederlands kunstschilder
- Henry Percy, Engels edelman
- Nicolaas Poppel, Nederlands geestelijke en martelaar
- Amy Robsart, Engels edelvrouw
- Hadrian à Saravia, Nederlands theoloog
- Adriaen van Swieten, Nederlands opstandelingenleider
- Tulsidas, Indisch dichter
- Cipriano de Valera, Spaans bijbelvertaler
- Diederik Vijgh, Nederlands legerleider
- Maerten de Vos, Zuid-Nederlands kunstschilder (jaartal bij benadering)

## Overleden
- 27 maart - Jan II van Opole, Silezisch edelman
- 14 april - Augustinus Grimaldi, Monegaskisch edelman
- 14 mei - Erik van Brunswijk-Grubenhagen (53), Duits prelaat
- 17 mei - Peter Sickinghe (~77), Noord-Nederlands politicus
- 19 mei - Joachim Slüter (~41), Duits kerkhervormer
- 28 juni - Pompeo Colonna (53), Italiaans kardinaal en staatsman
- 16 augustus - Johan de Standvastige (64), keurvorst van Saksen
- 22 augustus - William Warham (~82), aartsbisschop van Canterbury
- 20 september - Jacobus I van Bragança (~53), Portugees edelman
- 1 oktober - Jan Gossaert (~54), Zuid-Nederlands kunstschilder
- 3 oktober - Alfonso de Valdés (~42), Spaans filosoof
- 3 december - Lodewijk II van Palts-Zweibrücken (30), Duits edelman
- Jacob van Aaken, Nederlands bouwmeester
- Nicolaas Everaerts (~70), Nederlands jurist
- Jan III van Glymes (~80), Zuid-Nederlands staatsman
- Henry Guildford (~43), Engels hoveling
- Huáscar (~29), Incakeizer (1527-1532)
- Anton van Ligne (~58), Zuid-Nederlands militair
- Bernardino Luini, Milanees kunstschilder
- Diego de Ordás, Spaans conquistador
- Claude van Rieux (~35), Frans edelman
- Hadewig van den Schulenborg (~59), Noord-Nederlands edelvrouw
- Francesillo de Zúňiga (~42), Spaans hofnar